# With Love Baby
Chansons représentant la Belgique au Concours Eurovision de la chanson
Me and My Guitar
(2010) Would You?
(2012)
With Love Baby est une chanson du groupe belge a cappella Witloof Bay sortie en single le 6 mai 2011.
C'est la chanson représentant la Belgique au Concours Eurovision de la chanson 2011.

## À l'Eurovision

### Sélection
Le 12 février 2011, la chanson With Love Baby interprétée par Witloof Bay est sélectionnée par le radiodiffuseur wallon RTBF à travers l'émission Eurovision 2011 : Qui ? A vous de choisir ! pour représenter la Belgique à l'Eurovision 2011 les 12 et 14 mai à Düsseldorf, en Allemagne.

### À Düsseldorf
Elle est intégralement interprétée en anglais, et non dans une des langues nationales de la Belgique, le choix de la langue étant libre depuis 1999.
With Love Baby est la quatrième chanson interprétée lors de la 2e demi-finale, suivant Never Alone des 3JS pour les Pays-Bas et précédant I'm Still Alive de TWiiNS pour la Slovaquie.
À la fin du vote, With Love Baby obtient 53 point et termine 11e sur 19 chansons,. N'ayant pas terminé parmi les dix premières places de la demi-finale, la chanson belge ne se qualifie pas pour la finale.

## Liste des titres
Toutes les chansons sont écrites et composées par RoxorLoops, Benoît Giaux.
| 1. | With Love Baby                       | 2:56 |
| 2. | With Love Baby (Sing-A-Long Version) | 2:56 |

## Classement hebdomadaire
| Classement (2011)                       | Meilleure position |
| --------------------------------------- | ------------------ |
| Belgique (Flandre Ultratip 100)         | 42                 |
| Belgique (Wallonie Ultratop 50 Singles) | 50                 |

## Historique de sortie
| Pays     | Date       | Format                    | Label                             |
| -------- | ---------- | ------------------------- | --------------------------------- |
| Belgique | 6 mai 2011 | CD single, téléchargement | AKA Music (Universal Music Group) |